# Grad Ptuj
Grad Ptuj ali Ptujski grad stoji na griču nad mestnim jedrom Ptuja. Pogled z gradu nam nudi razgled na Ptuj z okolico in Ptujsko jezero.

## Zgodovina
Na grajskem griču najdeni predmeti dokazujejo nepretrgano poseljenost že od mlajše kamene dobe. Okrog leta 1000 pr.n.št. je bilo na grajskem griču utrjeno gradišče, kar dokazujejo nepoškodovane naselbinske plati. V mlajši železni dobi je bil čas selitve Keltov na vzhod, ki so prav tako pustili za seboj nekatere ostaline (grobove). Prazgodovinsko naselbino so zamenjale rimske utrdbe, za njimi je bilo poznoantično zatočišče, sledi zgodnje-srednjeveško staroslovansko gradišče in grobišče. V 9. stoletju je bil na tem mestu obrambni stolp salzburške cerkvene gospode.
Najstarejši pisni viri omenjajo, da je dal salzburški nadškof Konrad I, ki je bil na tem položaju od leta 1106 do 1147, sezidati trdnjavo na mestu ostankov starejših srednjeveških poslopij v letih 1125 do 1130. Iz 11. ali 12. stoletja je verjetno tudi vodnjak na dvorišču, globok kar 54 m., sedanji venec pa je bil postavljen v baroku oz. drugi polovici 17. stoletja. Okoli leta 1220 sta salzburški nadškof Eberhard II. in štajerski vojvoda Leopold VI. ustanovila kovnico denarja, ki naj bi bila domnevno na gradu v bližini romanskega palacija in Konradovega stolpa. Kovnica je prenehala delovati leta 1230. Iz leta 1235 je omenjen ptujski vitez Herman in v istem stoletju še nekaj omemb objektov povezanih s Ptujem. Leta 1247 je omenjen »mali« gradi (castrum minus), kar daje slutiti, da je obstajal tudi veliki grad (»castrum maius«). Leta 1260 je omenjena kastelnina (pro custodia castri), ki na bi znašala 200 mark. Okoli leta 1376 sta v anonimni kroniki omenjena dva gradova (beide burg und stet). Leta 1433 pišeta ptujska graščaka Hartnid in Friderik o salzburškem fevdu na Ptuju: grad, grajski stolp, grajske gorice ter 12 stražarskih posesti okoli nje. Zadnji srednjeveški zapis o ptujskem gradu je iz leta 1487 in sicer v popotnem dnevniku Paola Santonina, spremljevalca oglejskega vizitatorja. Zapisano je, da je grad trden in nepremagljiv.
Ptujski grad je bil v srednjem veku zelo pomemben. Bil je središče fevdalne posesti salzburške cerkve v Podravju, Ptujske gospode in svoje dobre strateške lege. Ptujski grad je, poleg Stubenberga in Wildona, edini na takratnem Štajerskem, ki je moral po potrebi zagotovljati deželno obrambo s 200 oboroženci.
Fevdni lastniki gradu so bili gospodje Ptujski. Prvi med njimi se v letih 1137 (do leta 1161) omenja Friderik I - Friderich de Bethowe. Leta 1161 do 1178 Friderik II. - Friderich de Pettove, Friderik III. - Friderich puer de Petowe pa od leta 1180 do 1222. V 13. stoletju je bil Ptuj utrjen z obzidjem in grajski kompleks dobi tipično tridelno zasnovo: zahodni in vzhodni grajski plato (predgradje), cvinger, osrednje dvorišče z vodnjakom, palacijema, bergfridom in več stranskimi poslopji. Po smrti Friderika IX leta 1438 je rodbina Ptujskih izumrla, za njimi so prišli Stubenbergi. Od leta 1480 pa do leta 1490 je bil Ptuj in grad v Madžarskih rokah oz. last Matije Korvina, leta 1490 je bilo zasedeno ozemlje prevzeto od nemškega cesarja Maksimiljana kot deželnoknežja posest, ki so jo upravljali razni najemniki. Ta je mesto in grad obdržal do leta 1511, ko je grad in mesto Ptuj zastavil salzburškemu nadškofu Lenartu Hodiškemu, ki ga je začel prenavljati, saj je bil v slabem stanju. Leta 1555 je nadškof prepustil posest cesarju Ferdinandu I, v njihovi lasti je ostal do leta 1622, ko ga je kupila družina Eggenberg. Leta 1634 so posest prodali družini Thaunhausen, kateri so ga leta 1642 podarili zagrebškim jezuitom. Zaradi denarne stiske so jezuiti grad leta 1656 prodali generalu Walterju Leslieju pl. Balquhane, Škotu po rodu. Ta je grad temeljito prezidal, saj je v času baroka in prenehanju turških vpadov, grad izgubil svoj obrambni značaj. Spremenil ga je v podeželsko rezidenco in sedež zemljiškega gospodstva. Njegovi potomci so ga posedovali do leta 1802, po njihovem izumrtju so posestvo podedovali sorodniki Dietrichsteini, a so ti že leta 1864 izumrli. Po dednih zapletih ga je leta 1873 kupila grofica Terezija Herberstein, prvorojenka zadnjega kneza Dietrichsteinskega in ga tako rešila pred propadom, dala ga je obnoviti in na novo opremiti. V njihovi lasti je ostal do leta 1945, ko je bil nacionaliziran. Zdaj je v njem kulturno-zgodovinska zbirka Pokrajinskega muzeja Ptuj. Leta 1999 je bil grad razglašen za kulturni spomenik državnega pomena.
Ko je leta 1555 grad spet prešel v deželnoknežje roke, so ga pričeli temeljito obnavljati in utrjevati. Iz tega časa je tudi znameniti vhodni portal, delo italijanskega arhitekta Giovannija Peruzzija (1511/12-1572), sina arhitekta Baldassareja Peruzzija iz Siene. O renesančnih prezidavah na gradu so ohranjena tudi druga poročila, ki med drugim pričajo tudi o nastanku opornega zidu, kjer se je hrib rušil.
Grad je bil večkrat dograjen ali spremenjen, gotskih ostankov je malo (na primer polžasto stopnišče), zadnjih večjih gradbenih del so se lotili Leslieji proti koncu 17. stoletja, ko so prezidali romanski palacij in na novo postavili severovzhodno grajsko krilo. Grad je dobil današnjo trikotno zasnovo. V obeh traktih so uredili najimenitnejše grajske sobane. V južnem so jih okrasili z bogato stropno štukaturo, v severnem pa se viteška dvorana in kapela dvigata skozi dve nadstropji. Na grajskem kompleksu so zidali tudi v 18. stoletju, ko so h Karlovemu portalu prizidali južni triosni prizidek za grajsko upravo, zgradili pa so tudi grajsko žitnico.

### Gospodarji gradu
- 9. st. Salzburška nadškofija: od 1131 do 1438 s prekinitvami gospodje Ptujski, vazali salzburške nadškofije
- 1258  štajerski deželni knezi
- 1279  Friderik V. Ptujski
- 1294/1286  Salzburška nadškofija
- 1479  ogrski kralj Matija Korvin
- 1490  Habzburžani kot štajerski deželni knezi
- 1512  Salzburška nadškofija
- 1555  Habzburžani kot štajerski deželni knezi
- 1622  knezi Eggenberški
- 1634  baroni Thannhausni
- 1642  zagrebški jezuitski samostan
- 1656  grofje Leslieji
- 1802  knezi Dietrichsteini
- 1858  sodna zapora zaradi določitve dediča
- 1869  grofje Attemsi in Lambergi, 7/12 posesti, baroni Leslieji iz Balquhaina 5/12 posesti
- 1873  grofje Herbersteini
- 1945  državna lastnina
- 21. st. državna lastnina Ministrstva za kulturo

## Zbirke
S Ptujskim gradom upravlja Pokrajinski muzej Ptuj. Na gradu so naslednje zbirke: glasbila, orožje, fevdalna stanovanjska kultura, turkerije, pustne maske in slike na steklu. Tukaj je še grajska galerija, grafični kabinet Franceta Miheliča in zbirka Marka Sluge.

### Pritličje
V pritličju najdemo zbirko glasbil, ki je razdeljena na več delov oziroma sob in ima od leta 2000 dalje status nacionalnega pomena. To so: zbirka starih glasbil, dediščina ptujskih mestnih godbenikov, glasbila Ptujske mestne godbe, zbirka glasbil kot so godala, brenkala in pihala, instrumenti s tipkami in rekonstrukcija ateljeja Jana Oeltjena, kjer najdemo mizast klavir nemške delavnice J. L. Schiedmayer iz Stuttgarta (1840-45).
Instrumentalna zbirka glasbil na Slovenskem obsega več kot 300 glasbil. Razdeljena so na salonska in godbena glasbila, ljudska in neevropska glasbila ter note in orodje za izdelavo teh. Razstavljena je goslarjeva delavnica Maksimiljana Skalarja.
Razstavljene so tudi arheološke najdbe kot: fragmenti tibie, rožene in koščene piščali ter bronasti zvončki. Na oljenkah, posodah in nakitu pa najdemo reliefe mitoloških figuric s tibio in liro, tolkali in ponovo piščaljo.
V romanskem palaciju pa je poleg viteške dvorane tudi zbirka orožja in vojaške opreme, ki obsega petsto kosov in je nacionalnega pomena. Tukaj se nahajajo: vojaška troblja, hladno orožje na drogovih (sulice, helebarde) predvsem dela švicarskih, avstrijskih in nemških delavnic, bojne sekire (znamenita je iz 16. st. z ogrskim grbom in veliko začetnico Z), turški lok, bojni bati, kopja iz časov kmečkih uporov, topovi, kamnomet iz konca 14. st., možnar, idt. Tukaj so oklepi iz druge polovice 16. in začetka 17 stoletja, kot tudi bočno bodno in sečno orožje (meči, sablje, palaše, spade, rapirji in jatagane). Med ročnim ognjenim orožjem so predstavljene kavljaste puške arkebuze, muškete, puške kremenjače. Izjemno delo predstavlja oklep milanskih vojvod Viscontijev s konca 15. stoletja z jedkanimi gravurami in umetelnim okrasjem.

### Prvo nadstropje
V prvem nadstropju gradu so najlepše grajske sobane. Ambientalna postavitev pohištva, tapiserij, slik in drobnega inventarja predstavlja fevdalno bivalno kulturo od druge polovice 16. do druge polovice 19. stoletja. Razstavljeni predmeti je razdeljeni po sobah kot: Leopoldova soba, Kontesina soba, Jožefova soba, Toaletni prostor, spletičnina soba, budoar, garderoba, stara kapela, grofičina spalnica, grofičin salon, jedilnica, grofova delovna soba in kabinet ter galerija Herberstein. V tem nadstropju je tudi slavnostna dvorana z zbirko turkerij in grajska kapela.
Zbirko turkerij sestavljajo tri serije: prva so portreti knezov, generalov in ministrov, v drugi je dvanajst slik nastalih pod vplivom bakrorezov francoskega slikarja Georgesa se la Chappella, tretja pa predstavlja ljudstva dežel  Kitajske, Amerike, Afrike, Egipta in Orienta.
Grajska kapela je posvečena sv. Družini. Klopi v kapeli so iz orehovine skonca 17. st., marmorni tlak je iz belih in sivih plošč, Oltar je iz črno lužene hruškovine z ornamenti iz lipe in oljnimi slikami sv. Družine in Boga Očeta. V kapeli so še druge slike in grafike - kopije raznih evropskih umetnikov.

### Drugo nadstropje
V drugem nadstropju so predstavljene tradicionalne pustne maske in liki s Ptujskega in Dravskega polja, Haloz in Slovenskih goric, kot so znameniti koranti, orači, ploharji in drugi. V grajski galeriji hrani muzej še nekatere izjemne primerke gotskih in baročnih umetnin na Slovenskem ter zbirko slik na steklu.
- Dvoriščna fasada z vodnjakom
- Grajska jedilnica s tapiserijami
- Rodbinski portreti Herbersteinov
- Peruzzijev portal z Lesliejevim grbom
- Nagrobnik Friderika IX. Ptujskega okrog 1438
- Oklep milanskih vojvod Viscontijev
- Panoramski pogled z gradu na staro mesto in Ptujsko jezero
- Grad slikan z razgledne točke
- Vhod na grajsko dvorišče
- Panorama gradu
- Vinska trta Ranfol
- trta Modra Kavčina, potomka najstarejše trte na svetu